# Хайльман, Людвиг
Людвиг Хайльман (нем. Ludwig Heilmann; 9 августа 1903 — 26 октября 1959)— немецкий офицер, участник Второй мировой войны, генерал-майор, кавалер Рыцарского креста с Дубовыми листьями и Мечами.

## Начало военной карьеры
В феврале 1921 года поступил добровольцем на военную службу в пехотный полк. С 1925 года — унтер-офицер, с 1929 года — фельдфебель, с 1934 года — лейтенант. К началу Второй мировой войны — командир пехотной роты, капитан.

## Вторая мировая война
Участвовал в Польской и Французской кампаниях, награждён Железными крестами обеих степеней.
С августа 1940 года — переведён в воздушно-десантные войска, командир батальона 3-го парашютного полка, майор.
В мае 1941 года участвовал в десанте на остров Крит, награждён Рыцарским крестом Железного креста.
С декабря 1941 года — на Восточном фронте. Бои под Ленинградом (как пехота). В марте 1942 года награждён Немецким крестом в золоте. С апреля 1942 — подполковник. С ноября 1942 года — командир 3-го парашютного полка.
В июле 1943 года полк переброшен на Сицилию, бои против высадившихся американо-британских войск. С декабря 1943 года — полковник. За бои в Италии награждён в марте 1944 года Дубовыми листьями (№ 412) к Рыцарскому кресту, в мае 1944 — Мечами (№ 67) к Рыцарскому кресту с Дубовыми листьями.
С ноября 1944 года — командир 5-й парашютной дивизии (на Западном фронте). Бои в Арденнах. С декабря 1944 года — генерал-майор.
5 марта 1945 года взят в американский плен. Отпущен на свободу в августе 1947 года.